# 武漢航空4211號班機空難
武漢航空4211號班機空難是一起于1992年10月8日发生的一起飞机迫降并坠毁的事件。当天下午，一架编号为B-4211的伊尔14螺旋桨飞机载着28名乘客以及7名机组（5名驾驶及2名空乘，前者全部罹难，后者全部生还）的航班，原定由蘭州中川國際機場飞往西安咸阳国际机场，飛行途中一號引擎故障，飛行員決定把飛機迫降在榆中機場，但最後無法抵達機場，轉而進行場外迫降在安定区白碌乡铧尖村的一個土坡上，但在迫降途中因機體老舊，無法承受降落而解體爆炸，14人包括全部五位飛行員以及9名乘客罹難，而其餘19名旅客加上坐在尾部的兩位空乘得以生還。

## 背景
伊爾-14運輸機是一种在第二次世界大戰後不久（1950年），蘇聯的伊留申設計局設計的一架螺旋槳飛機，主要出售給了蘇聯民航、中國民航、高麗航空（已退役）等共產主義陣營國家，載客量設計為18人。
1990年時，大多伊爾-14運輸機已退出服役，被當時其他小型民航機取代，而剩下的也通常老旧损坏，退居二線，進行外包觀光飛行。而武漢航空的涉事飛機B4211即是其中一架武汉航空购入，用于观光浏览的飞机。据报道，该飞机年久失修，不少地方出现故障，按理应该被报废，航空公司因为管理混乱腐败加上没有进行适当的维修，而武汉航空的总裁姚城更是靠关系而当上领导，对管理和维修工作不熟悉，导致该航空公司的维修和运营上有很大隐患，很多维修也只是糊弄过去，不会去认真修理。維修人員清楚涉事飛機根本無法達到執行航班的狀態，但因為航空公司腐敗，無人敢得罪高層，反對航班，所以這架維修不當，年久失修，老舊不堪且嚴重超載的客機最後還是被分派執行蘭州至西安的航班。
当时武汉航空公司承包了两家分别来自法国與台灣各14人的旅遊團。機上同時有兩名空乘和五位機師。由於當時武漢航空排班腐敗混亂，導致人員排班方式非常不合理，機組人員時常要加班，本航班機組皆在9月6日開始執行航班，超過一個月都未回家休息。涉事航班搭載五名飛行員，分別是機長、副駕駛、導航員、工程師和通訊員，經驗未知。

## 事發過程
14時18分，飛機在乘客全部登机後由兰州中川国际机场36號跑道起飛。隨後飛機穩穩爬升至巡航高度。15時03分許，飛機一號引擎停止運作，機組隨即順槳，並準備迫降在榆中機場。但當時飛機推力不足，無法保持高度继续飛行。堅持25分鐘後，機組決定在一片土坡上迫降。著陸時，由于該機過於老舊，無法承受迫降力度而解體爆炸，機上前部乘客以及所有飛行員都在墜毀後當場罹難，倖存者被附近的村民救出。

## 事故調查
事故原因是飛機左發動機高壓電柱絕緣體被破壞導致停機，同時右發維修不當推力不足。此外，航空公司腐敗混亂，過度追求盈利而忽略安全，用一架嚴重故障且危險的飛機超載執行航班，間接引起事故。